# Oatlands Palace

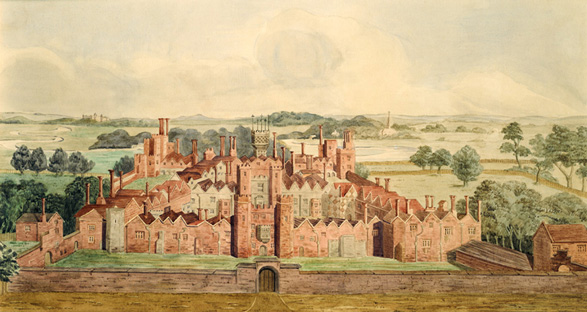
Der ursprüngliche Oatlands Palace im 16. Jahrhundert

Oatlands Palace ist ein Adelssitz, der sowohl von den Tudors als auch den Stuarts als königliches Schloss genutzt wurde. Es befindet sich beim Dorf Oatlands zwischen Weybridge und Walton on Thames in Surrey, England. Oatlands Palace war Ort der Vermählung zwischen Heinrich VIII. und seiner fünften Ehefrau Catherine Howard. Heinrich VIII. hatte das Schloss 1538 erworben und für Anna von Kleve umbauen lassen.
Die Oatlands-Domäne wurde über dreißig Jahre von Friederike von Preußen, (älteste Tochter von König Friedrich Wilhelm II.) bewohnt. Friederike war mit dem britischen Prinzen Frederick Augustus, Duke of York and Albany (1763–1827) verheiratet. Obwohl der 1793 zum Befehlshaber der britisch-hannoverschen Armee und 1795 zum Feldmarschall und Oberbefehlshaber des britischen Heeres ernannte Duke sich bald von seiner Frau trennte, um sich seiner Mätresse Mary Anne Clarke zuzuwenden, blieb sie dort fast dreißig Jahre lang bis zu ihrem Tod ansässig.
Die Domäne wurde 1824 verkauft, wechselte mehrmals den Besitzer und wurde schließlich parzelliert. Das Oatland House wurde von der South Western Hotel Company zu einem Hotel umgebaut, das 1856 als South Western Hotel öffnete und heute als Oatlands Park Hotel bekannt ist.
Von dem ursprünglichen Bau ist wenig erhalten geblieben. 1964 wurden Grabungsarbeiten vorgenommen, um die Ausmaße dieses früheren Schlosses zu erfassen. Heute findet sich an der Stelle des Königsschlosses ein Luxushotel.